# Équipe d'Allemagne féminine de football des moins de 17 ans
Cet article traite de l'équipe féminine. Pour l'équipe masculine, voir Équipe d'Allemagne de football des moins de 17 ans.
L’équipe d'Allemagne de football féminin des moins de 17 ans est constituée par une sélection des meilleures joueuses allemandes de moins de 17 ans sous l'égide de la Fédération d'Allemagne de football. Elle est une des 3 seules équipes à avoir remporté la finale d'une édition de Championnat d'Europe de football féminin des moins de 17 ans.

## Parcours

### Parcours en Championnat du monde
- 2008 :  Troisième
- 2010 : Quarts de finale
- 2012 : Quatrième
- 2014 : Phase de groupes
- 2016 : Quarts de finale
- 2018 : Quarts de finale
- 2022 : Quatrième

### Parcours en Championnat d'Europe
- 2008 :  Vainqueur
- 2009 :  Vainqueur
- 2010 :  Troisième
- 2011 :  Troisième
- 2012 :  Vainqueur
- 2013 : Non qualifié
- 2014 :  Vainqueur
- 2015 :  Troisième
- 2016 :  Vainqueur
- 2017 :  Vainqueur
- 2018 :  Deuxième
- 2019 :  Vainqueur
- 2020 - 2021 : Editions annulées
- 2022 :  Vainqueur